# Війна (артгрупа)
Група «Війна» (рос. Война) — сучасна московська артгрупа, що діє у сфері концептуального вуличного мистецтва. Стала відомою завдяки кільком скандальним художнім акціям — перформансам.

## Склад групи
До групи «Війна» входить не менше 60 осіб. Серед членів групи поети, художники, студенти, філологи, журналісти. До складу групи також входять колишні та теперішні студенти філософського факультету МДУ імені Ломоносова, філософського факультету Тартуського університету, Школи фотографії імені Родченко та інших навчальних закладів.
«Війна» співпрацює з цілим рядом художніх та політичних структур, а своїми вчителями у сучасному мистецтві вважає Олександра Бренера, Андрія Монастирського та Вадима Захарова. Класик московського концептуалізму Дмитро Прігов був близький для раннього складу групи; його раптова смерть у липні 2007 року зірвала підготовку спільної з групою «Війна» акції.

## Акції
Творчий метод групи — демонстративний епатаж і провокаційні акції.
Акції групи включають в себе: провокації, порушення загальноприйнятих норм моралі в громадських місцях, публічне хуліганство, нецензурна лайка; псування майна (заварювання дверей).

### Ранні акції
Вперше група голосно заявила про себе у 2007 році, здійснивши першотравневий перформанс під назвою «Мордовський час» («Мордовский час») в ресторані «Макдоналдс» у Москві, коли учасники акції подарували робітницям ресторану швидкого харчування літаючих котів.
Стали відомими також такі акції групи, як поминки по Дмитру Олександровичу Прігову «Бенкет» («ПИР») в ніч на 25 серпня в салоні вагона московського метро та «План Путіна» в Центральному будинку художника 28 листопада 2007 року (акція відома також під назвою «Путькін план»). 10 лютого 2008 у Києві після розгону міською адміністрацією виставки, на якій демонструвався «Бенкет» («ПИР»), акція була відтворена в більшому масштабі, одразу на трьох гілках метро.

### Акція в Біологічному музеї
Найбільший громадський резонас отримала акція «Єбісь за спадщину Ведмежатка!» («Ебись за наследника Медвежонка!»), що являла собою групову оргію в одному з залів Державного біологічного музею ім. К. А. Тімірязєва. Акція відбулася напередодні віборів президента Російської федерації 2008 року, у яких основним кандидатом був Дмитро Медведєв. За словами організаторів акції, вона «була присвячена майбутнім президентським виборам. Масова єбля в публічному просторі — напуття молодому керівнику, посильна художня підтримка Ведмедика на початку довгої стежки». В акції брали участь п′ять пар, у тому числі Олег Воротников із дружиною, Петро Верзилов та Надія Толоконнікова, Жан Хачатуров з невідомою жінкою, Олена Костильова з бой-френдом і ще одна пара. Плакат з гаслом тримали Олексій Плуцер-Сарно та Олексій Зуб, студент філософського факультету МДУ.
Дійство було заявлено філологом О. Плуцером-Сарно як «портрет передвиборної Росії — усі одне одного є..ть, а Ведмежатко споглядає на це з огидою». Один з коментаторів акції, художник Марина Перчихіна, співвідносить її з архаїчними ритуалами, що покликані забезпечити родючість землі, які, в свою чергу, розуміються як складова ідеології тоталітарної системи. Політолог Ілля Прокудін відзначив пародійність акції, що знущально висміювала національний проект з підвищення народжуваності, що курується президентом. Хоча художнє виконання перформансу, на думку більшості критиків, не повністю вдалося, а рівень радикальності, провокативності та «надлишковості» виявився недостатньо високим, розміщений Олексієм Плуцером-Сарно репортаж про акцію в інтернеті викликав гостру громадську реакцію, яка була сконцентрована на питанні «порнографічності». Ряд суспільно-політичних діячів та засобів масової інформації звинуватили учасників перформансу в пропаганді порнографії, хуліганстві та нарузі над нормами моралі. У результаті предметом культурологічного аналізу в більшій мірі стала реакція на акцію «Єбісь за спадщину Ведмежатка!» («Ебись за наследника Медвежонка!»), ніж її власне художнє осмислення.
Пізніше учасник акції Олексій Плуцер-Сарно, що тримав головний транспорант «Єбісь за спадщину Ведмежатка!» («Ебись за наследника Медвежонка!») був оголошений «головним порнографом Росії» і проти нього Народний собор та Генпрокуратура ініціювали порушення кримінальної справи за ст. 242 КК РФ. Йому ставиться у провину поширення порнографії.
Згодом один з учасників акції, Олексій Зуб, публічно покаявся «у скоєному».

## Участь у політичних провокаціях
Під час Маршу незгодних, що проходив 14 квітня 2007 року, активіст групи Петро Верзилов почав стрибати на даху автомобіля, ламаючи його, внаслідок чого учасники маршу були змушені здати його до міліції.
23 лютого 2008 група «Війна» виступила на мітингу об'єднання «Молода гвардія Єдиної Росії», розгорнувши транспарант «Я ебу Медвежонка!».
Погром інсталяції групи на виставці «Руський летризм» («Руський леттризм») у ЦБХ 11 липня 2009 року московською міліцією та охороною Будинку художника частиною артспільноти був сприйнятий як усвідомлена провокація групи, спрямована на підрив суспільної кампанії проти зносу ЦБХ.

## Про групу «Війна»

### Позитивні відгуки
- «Бажаю групі „Війна“ ще таких же чистих подієвих речей, як ваші роботи 2008 року. Або лише подієво-текстових речей. Скоріше в руслі літературної маячні, як у вас у ЖЖ. Більш за все несподіваних та подієвих речей. Адже сьогодні лише на групі „Війна“ тримається московська ситуація сучасного мистецтва. Якби не група „Війна“, усе сучасне російське мистецтво було б жахливо провінційною, жалюгідною, комерційною їботньою. Раніше, в 1990-тих роках таку функцію виконував Сашко Бренер. Сьогодні ж група „Війна“ — це та основа, на якій все тримається. Інакше все мистецтво стало б страшною провінційною глушиною. Так що з цим можу вас лише привітати!»[25] — Андрій Монастирський, 2009.
- «Я зазвичай захищаю групу „Війна“ від художників або активістів, що сварять її. „Війна“ виникла на тлі нудних акцій непарламентської опозиції та на тлі келійного галеризму сучасних художників. „Війні“ хочеться щоб було весело — для художника це взагалі головне і найбільш нормальне бажання: щоб було радикально весело. І „Війна“ показує приклад, як можна непогано веселитися, використовуючи при цьому політичну, порнографічну та яку завгодно фактуру. Як активістів їх сприймати неможливо, для мене це такі естети, що роблять дуже дивне й одночасно вкрай дисципліноване мистецтво. Це заворожує. Я взагалі вважаю, що мистецтво має право бути красивим та чаруючим, містифікуючим і в цьому сенсі реакційним. Прогресивним же має бути політичний аналіз, позиція та дія»[26] — Кирило Медведєв, 2009.
- «Група „Війна“ здається мені здоровою реакцією на існуючу ситуацію в мистецтві, російському та московському, ситуацію, коли художники щільно засіли в галереях, коли їм неодмінно потрібні гроші на проект, потрібні професійні робітники та доглядачки, — словом, потрібна система, яка визнавала б за ними привілей виробників естетичного продукту. <…> Набагато веселіше жити в мистецтві, ніж продукувати його»[27] — Кирило Медведєв, 2009.
- «Мені подобається те, що робить група „Війна“. Так, я згоден, що вони руйнують художній контекст, але якось треба цей контекст віддерти від гламуру. Без руйнувань не виходить. Мені здається, „рани“, нанесені „Війною“ — не смертельні. Швидко заживуть»[28] — Марат Гельман, 2009.
- «Цілком очевидно, що ця акція<Акция „Х*й в плену у ФСБ!“> увійде в історію сучасного російського мистецтва. Стріт-арт та графіті — заняття для художників небезпечні не лише в нашому світі, але й у найпрогресивніших странах, так що вся робота зроблена цілком в межах жанру. При цьому явище сортирного язичницького фалосу в барочно-театральному оточенні Санкт-Петербурга — незвичайно, якось по-хвацьки смішно»[29] — Юрій Аввакумов, 2010.

### Критичні відгуки
- «…ці юнаки забувають, що вони беруть участь у колективній виставці; окрім себе, вони нікого довкола не бачать. І ось тут їх егоїзм виходить за межі комунальності. Факт огидний! У цих людей нема навіть розуміння того, що у виставки є деякий загальний метавислів. Вони займаються лише піар-обслуговуванням власної діяльності. Справа не в протистоянні влади та групи „Війна“, як вони намагаються уявити. Справа у неповажній поведінці по відношенню до інших учасників виставки, організаторів, інституції, яка надала простір. Має бути етика — юнакам цей код невідомий» (Микола Олійников, художник, учасник виставки)[27].
- «Акцію благовидно прикрили гаслами на захист тварин. Однак ця позиція „звірятко шкода“ вже дуже лицеміна. У травні 2007-го ці ж „зоозахисники“ в рамках своєї чергової акції швирялись…живими кішками у співробітників одного фастфуду. А півроку тому та ж група влаштувала в метро поминки по художнику Прігову — накрили у вагоні стіл, міцно випили, смачно закусили, сфотографували, залишили після себе недоїдки та змоталися. І ніякі вони не невизнані генії. Невдахи-позери, що влаштовують акції за принципом „прийшли-напаскудили-пішли“. Заради піаруладні хоч станцювати на могилі, хоч публічно зняти труси. І плювати їм, що після їх акцій страждають безвинні люди — співпрацівники підземки, музейні доглядачки. Від акцій цих міських божевільних погано пахне»[30] — Комсомольска правда, 2008.
- «Коли я починав у 18 років, довкола також… ну ви пам'ятаєте, був радикал Свиня — їв говно, пив сечу, спеціально руйнував себе, бухав з ідеологічних міркувань і згубив себе горілкою — але неважливо, весь час був епатаж. Я пішов до армії, приходжу — перебудова, знову повилазили, стали епатувати. Друга редакція, „Чемпіони світу“ і т. д. У 89-му з'явились провінціали типу Авдія, і теж — ну зара москвичам покажемо. Їду закордон, приїжджаю в середині 90-х — Осмоловський-Бренер-Кулік. Тепер група „Війна“. Усі роблять приблизно одне й те саме. Я розумію, що існують закони природи, але це ж не цвітіння вишні навесні, мені нудно за цим спостерігати»[31] — Костянтин Звєздочьотов, 2009.

## Зовнішні ресурси
- Репортаж об акции в живом журнале Алексея Плуцера-Сарно [Архівовано 18 серпня 2012 у Wayback Machine.]
- Арт-группа «Война» в «Гранях-ТВ» * Репортаж об акции в живом журнале Алексея Плуцера-Сарно [Архівовано 18 серпня 2012 у Wayback Machine.]